# 風のノータム
『風のノータム』（かぜのノータム）は、1997年9月11日にアートディンクから発売されたプレイステーション用シミュレーションゲーム。2017年11月22日よりゲームアーカイブスにて配信開始。
気球を操作しフライト気分を楽しむゲーム。

## システム
気球はバーナーの点火で上昇、その後は自由落下かバルーンから熱を逃がすことで急速落下できる。気球の高度はおよそ5段階に分けられており、それぞれの高度にそれぞれ方向が異なる風が吹いている。 風向きはレーダーに随時表示されているが、プレイヤーの目的とする方向に風が吹いているとは限らない。
高さと風向き
現在の熱気球がどの高さにいるかを示したゲージが用意されており、5つのうちで光っている位置が自分のいる高さとなる。高さは5段階に分割されていて、ゲージ内の矢印の向きがそこでの風向きを示す。プレイヤーはバーナーをふかすか、弁を開くかで、熱気球の高さを調整する事が可能となっている。従来のフライトシミュレーターのように進む方向を直接指定する事ができない。いかにして自分の行きたい方向へ風が吹いている高さに移行し、速やかに風に乗るのかがポイントとなる。